# Зона російсько-українського протистояння на Донбасі

Мапа конфлікту станом на 22 лютого 2022:
Тимчасово окупована територія України
Територія, визволена українською армією
Територія України, яка не була під окупацією

Зона російсько-українського протистояння на Донбасі (раніше: Зона АТО, Зона проведення АТО) — частина території України з особливим правовим режимом унаслідок бойових дій війни на сході України. Поняття було актуальним до початку широкомасштабного вторгнення (24 лютого 2022).

Хід звільнення території України протягом 1 липня — 5 вересня 2014 року

Територіально охоплювала понад половину площі Донецької та Луганської областей України (промисловий регіон Донбас), а також малу частину Харківської (Ізюм з прилеглими селами). Більша частина Зони АТО була визволена українськими силовими структурами в ході літнього контрнаступу 2014 року. Між визволеною і невизволеною частинами Зони проходила лінія зіткнення. Невизволена частина Зони мала назву, зафіксовану у Мінських домовленостях — Окремі райони Донецької та Луганської областей. Поряд із Кримом вона належала до тимчасово окупованих територій держави. Територія, що контролювалася російськими окупаційними корпусами, не повністю збігалася з Мінськими домовленостями: наприклад, Дебальцеве перебувало під контролем російських військ, оскільки було захоплене ними вже після підписання Мінська. Загалом Росія контролювала на 1,4 тис. км² більше, ніж було передбачено угодами.
Площа території з особливим режимом становила приблизно 40 тис. км², з яких 18 тис. — окуповані Росією станом на 2021 рік.

## Термінологія і правовий статус
Відколи розпочалася антитерористична операція на сході України (квітень 2014), ЗМІ використовували словосполучення «зона конфлікту». Поняття «зона АТО» з'явилося у медіа в кінці травня.
У законодавчому полі термін «територія проведення антитерористичної операції» запроваджений Законом України «Про тимчасові заходи на період проведення антитерористичної операції», прийнятим 2 вересня 2014 року. Згідно з ним, це територія України, на якій розташовані населені пункти, визначені у затвердженому Кабінетом Міністрів України переліку[⇨], де проводилася антитерористична операція, розпочата відповідно до Указу Президента України «Про рішення Ради національної безпеки і оборони України від 13 квітня 2014 року „Про невідкладні заходи щодо подолання терористичної загрози і збереження територіальної цілісності України“ від 14 квітня 2014 року № 405/2014».
Закон передбачає низку тимчасових заходів для підтримки суб'єктів господарювання, які здійснюють діяльність на території проведення АТО та осіб, які проживають там. Зокрема:
- мораторій на нарахування пені та штрафів на основну суму заборгованості за кредитами та за послуги ЖКГ;
- мораторій на проведення перевірок у сфері господарської діяльності;
- звільнення від орендної плати за землі державної та комунальної власності, державне та комунальне майно;
- деякі інші[14].

У часовому вимірі Зона АТО почала існувати 7 квітня 2014 року. На території Харківської області вона існувала до 14 вересня 2014, а на території Донецької та Луганської областей існувала до 30 квітня 2018, коли розпочалася Операція об'єднаних сил.
Особам, які захищали незалежність, суверенітет та територіальну цілісність України, перебуваючи безпосередньо на території АТО в період її проведення, надається статус учасника бойових дій.
1 березня 2017 року прийнята Постанова Кабміну «Про затвердження Порядку переміщення товарів до району або з району проведення антитерористичної операції», яка у складі «району проведення АТО» виділяє контрольовану і неконтрольовану територію України. З початком на Донбасі Операції об'єднаних сил, відповідно до Закону «Про особливості державної політики із забезпечення державного суверенітету України над тимчасово окупованими територіями в Донецькій та Луганській областях», ця місцевість розділена на зону ведення бойових дій та зону безпеки.
Законодавство оперує і таким найменуванням підконтрольної частини зони: район здійснення заходів із забезпечення національної безпеки і оборони, відсічі і стримування збройної агресії Російської Федерації у Донецькій та Луганській областях.

### Переліки населених пунктів
Перелік населених пунктів, на території яких здійснювалася антитерористична операція, був затверджений Урядом під керівництвом А. Яценюка 30 жовтня 2014 року. Він містив більше 750 назв сіл, селищ і міст у Донецькій, Луганській та Харківській областях. Однак, вже 5 листопада, без пояснення причин, Кабмін зупинив дію переліку.
Зупинення було оскаржене в адміністративному суді. У двох схожих справах суди першої та апеляційної інстанцій погодилися з позивачами в тому, що відсутність переліку позбавляє особу із Зони АТО користуватися податковими пільгами, передбаченими Законом «Про тимчасові заходи на період проведення АТО», а також що законодавство не надає Кабміну права зупиняти дію своїх же актів. Тому розпорядження КМУ про зупинення дії переліку населених пунктів було визнане нечинним. Проте, Вищий адміністративний суд (касаційна інстанція) став на сторону Уряду, скасувавши попередні рішення та передавши справи на новий розгляд. Подальший рух цих справ невідомий.
Зрештою Кабінет Міністрів затвердив новий перелік населених пунктів, який є чинним досі. У порівнянні з попереднім, із нього виключені деякі населені пункти Донеччини.
Окремо існують перелік населених пунктів, на території яких органи державної влади тимчасово не здійснюють свої повноваження, та перелік населених пунктів, що розташовані на лінії зіткнення. Вони затверджені розпорядженням Уряду від 7 листопада 2014 року.
На виконання Закону України про особливий статус Донбасу Верховною Радою затверджений перелік географічних координат, що утворюють лінію з прив'язкою до місцевості, в межах якої (між лінією, державним кордоном з Російською Федерацією та урізом води Азовського моря) повинен бути запроваджений особливий порядок місцевого самоврядування в разі виконання Росією своєї частини Мінських домовленостей.
З початком ООС в Інтернеті опублікували новий перелік населених пунктів у зоні ведення бойових дій. Серед них окремо виділені населені пункти на лінії розмежування.
Точні географічні координати лінії розмежування, перелік тимчасово окупованих територій визначені Указом Президента України від 7 лютого 2019 р. № 32/2019 відповідно до повноважень глави держави, передбачених у ст. 1 Закону про деокупацію.

### Управління
Проведення у Донецькій та Луганській областях антитерористичної операції засвідчило існування проблем, зумовлених нездійсненням органами місцевого самоврядування покладених на них повноважень протягом тривалого часу. Фактично, вони самоусунулися від виконання своїх повноважень. Це вкрай негативно позначилося на безпеці та життєдіяльності населення в районі проведення АТО.
Після відповідної пропозиції РНБО Президент Порошенко підписав Закон України «Про військово-цивільні адміністрації» № 141-VIII, прийнятий Верховною Радою 3 лютого 2015 року. Дія Закону поширюється на період проведення антитерористичної операції та на шість місяців після дня її завершення, але не більше ніж на три роки з дня набрання ним чинності.
Військово-цивільні адміністрації є тимчасовими органами управління, характерними саме для Зони АТО — території з постійними і високими безпековими загрозами, зумовленими збройним конфліктом. Їх метою є створення умов для забезпечення життєдіяльності відповідних територіальних громад, вирішення питань місцевого значення шляхом установлення особливого порядку здійснення окремих повноважень органів місцевого самоврядування (сільських, селищних, міських рад, їх виконавчих органів, обласних, районних рад) у районі проведення антитерористичної операції, в той час як відповідні органи місцевого самоврядування такі повноваження не здійснюють або самоусунулися від їх виконання.
Військово-цивільні адміністрації населених пунктів формуються з військовослужбовців військових формувань, які відряджаються до них у встановленому законодавством порядку для виконання завдань в інтересах оборони держави та її безпеки із залишенням на військовій службі, службі в правоохоронних органах без виключення зі списків особового складу, а також працівників, які уклали з Антитерористичним центром при СБУ або з Об'єднаним оперативним штабом трудовий договір.
Безпосереднє керівництво військово-цивільними адміністраціями населених пунктів здійснюють їх керівники, а загальне — керівники обласних ВЦА, керівник АТЦ, командувач об'єднаних сил.
На Донеччині у зв'язку з проведенням АТО заборонене полювання на всі види мисливських тварин і, крім того, заборонене ввезення будь-якої вогнепальної зброї (навіть легальної).
30 жовтня 2019 року в районі проведення ООС оголосили режим перебування в зоні безпеки «жовтий», який вводить додаткові обмеження для громадян і надає додаткові повноваження військовим і правоохоронцям. Зокрема, перебування та переміщення осіб здійснюється за наявності документів, проводиться особистий огляд громадян і речей, транспортних засобів. Режим встановлюється на межах ізоляції і районів обмеженого доступу.
Державну політику з питань тимчасово окупованих територій у Донецькій і Луганській областях та тимчасово окупованої території Автономної Республіки Крим і м. Севастополя, а також прилеглих до них територій, інформаційного суверенітету України, реалізує Міністерство з питань реінтеграції тимчасово окупованих територій України.

### Правосуддя
Війна на Донбасі істотно ускладнила роботу судам, розташованим на території проведення антитерористичної операції. Будівлі деяких судів були захоплені озброєними людьми, окремі судді та працівники апарату зазнали переслідування, тиску, а загальна обстановка в зоні становила велику небезпеку для життя та здоров'я учасників судових процесів.
12 серпня 2014 Верховна Рада прийняла Закон «Про здійснення правосуддя та кримінального провадження у зв'язку з проведенням антитерористичної операції». Відповідно до цього Закону на час проведення АТО була змінена територіальна підсудність справ, підсудних судам, розташованим у районах її проведення, та підслідність кримінальних правопорушень, вчинених у тих же районах.
Вищі суди видали низку розпоряджень, якими визначили, яким саме місцевим і апеляційним судам передається розгляд справ, підсудних судам із Зони проведення АТО.

## Оперативно-тактичний поділ. Пропускний режим

Мапа розмежування на Донбасі за Мінськими угодами

### Сектори (до 2016)
З метою військового планування у Зоні АТО у квітні 2014 були виділені окремі оперативні райони дій Збройних сил України: сектори А, Б, С, Д та Сектор М. Як свідчить оприлюднена карта розмежування сил на Донбасі, поділ на сектори здійснений у рамках Мінських домовленостей і погоджений Тристоронньою контактною групою.
Зокрема, Сектор «А» займав територію північних районів Луганської області від українсько-російського кордону вздовж р. Сіверський Донець, біля сіл Кримське, Новотошківське, Золоте, Оріхове; Сектор «С» — північні райони Донецької області та західні райони Луганської області по лінії Вуглегірськ — Дебальцеве — Зоринськ; Сектор «Б» — територія навколо Донецька по лінії Мирноградкол. Димитров — Келерівкакол. Кірове — Горлівка — Єнакієве — Шахтарськ — Кутейникове — Кумачове. Сектор «Маріуполь» займав територію Мангушського, Новоазовського та частину Нікольського і Бойківського районів; Сектор «Д» був розташований на неконтрольованій території між Горлівка та кордоном з Росією на ділянці Ізварине — Кумачове.
З 24:00 24 серпня 2014 року Сектор «Д» рішенням Штабу АТО розформований.

### Оперативно-тактичні угруповання (з 2016)
18 грудня 2015 року прес-офіцер Сектору «М» заявив про розширення території Сектору, а 4 січня 2016 року стало відомо, що поділ на Сектори у зоні АТО скасовано. Натомість уведено поділ на три Оперативно-тактичні угруповання. Так, зона Сектору «М» та південна частина Сектору «Б» були включені до Оперативно-тактичного угруповання «Маріуполь», північна частина Сектору «Б» та західна частина Сектору «С» — до Оперативно-тактичного угруповання «Донецьк», а східна частина Сектору «С» та вся зона Сектору «А» — до Оперативно-тактичного угруповання «Луганськ».
5-6 листопада 2017 року, разом із призначенням Михайла Забродського новим командувачем сил АТО, ОТУ «Донецьк» було ліквідовано, й таким чином в їх складі залишилося 2 оперативно-тактичних командування.

### Пропускний режим
Починаючи з 21 січня 2015 на лінії зіткнення діє пропускний режим. Для в'їзду на тимчасово непідконтрольні Україні території потрібен спеціальний електронний пропуск. В'їзд/виїзд здійснюється за умови надання документів, що посвідчують особу, виключно на контрольних пунктах в'їзду-виїзду (КПВВ) і на підставі даних, унесених до електронного реєстру.
На даний час діють шість дорожніх коридорів для автомобільного транспорту і сім КПВВ на залізничних шляхах, якими можна в'їхати або виїхати в/з ОРДЛО.
Правила щодо перетину лінії зіткнення до 28 листопада 2019 року регулювався Тимчасовим порядком, затвердженим АТЦ при СБУ, а після — Порядком, затвердженим Кабміном.
Порядок переміщення товарів в районі проведення АТО врегульовано Постановою Кабміну від 1 березня 2017 року. Згідно з нею, суб'єктам господарювання забороняється переміщувати товари через лінію зіткнення або в її межах, крім харчових продуктів та лікарських засобів у складі гуманітарних вантажів, а також енергоресурсів за окремим переліком. Провезення особистого майна громадян не обмежується.
У зв'язку з поширенням коронавірусу, з 28 березня 2020 обмежено перетин лінії проведення операції Об'єднаних сил (що розуміється як межа Донецької та Луганської областей з іншими областями України). В'їхати зі сторін Харківської, Запорізької і Дніпропетровської областей неможливо, за винятком авто, що задіяні в логістичному забезпеченні життєдіяльності району.

### «Сіра зона»
Уздовж лінії розмежування сторін (по фронту) проходить т. зв. «сіра» зона — буферна смуга нейтральної території. Її ширина в деяких місцях досягає кількох кілометрів, а в інших — всього дві-три сотні метрів. У той час як на фронті триває режим припинення вогню, саме ця територія перетворилася в найгарячіше місце конфлікту. Тут активно працюють диверсійно-розвідувальні групи.
Населені пункти сірої зони перебувають в особливому побутовому занепаді, а їх жителі страждають від правового вакууму, що утворився через відсутність там українських органів влади.
У випадку реалізації плану розведення військ по всій довжині фронту, сіра (буферна, демілітаризована) зона значно збільшиться і простягатиметься на кілометри завширшки. Як війська України, так і проросійських бойовиків, не матимуть права знаходитися в ній. За одним із варіантів, до зони потрапляють низка населених пунктів, що зараз знаходяться під захистом ЗСУ, а також частина Донецька.

## Вплив на цивільне населення
Внаслідок збройного конфлікту на Донбасі страждає значною мірою цивільне населення, перш за все, внаслідок обстрілів. Як і військові, цивільні жителі масово ставали заручниками у цілій мережі незаконних місць несвободи, створених організованими збройними формуваннями «ЛНР» і «ДНР».
За даними ООН (квітень 2018), від початку конфлікту більше 2,5 тисяч цивільних чоловіків, жінок та дітей було вбито, а понад 9 тисяч отримали поранення. Більше 600 тисяч людей, у тому числі 100 тисяч дітей, відчувають на собі вплив триваючих збройних зіткнень уздовж 457-кілометрової лінії розмежування. Щомісяця більше 1 мільйона людей змушені перетинати її через контрольно-пропускні пункти, багато з них це роблять лише для того, щоб отримати доступ до основних гуманітарних та соціальних послуг. Загалом, за підрахунками ООН, від гуманітарної кризи страждають 3,4 мільйони людей на Донбасі.
Однією із головних загроз життю та здоров'ю громадян є міни, нерозірвані снаряди та залишки вибухових пристроїв. Наявність мін та боєприпасів, що не розірвалися, впливає на життя двох мільйонів людей на сході України, становить загрозу життєво важливим об'єктам цивільної інфраструктури, перешкоджає свободі пересування, перекриває доступ до засобів існування та обмежує можливості для дозвілля дітей.
Україна входить до числа країн з найбільшою у світі кількістю жертв мін та інших вибухонебезпечних залишків війни: щомісяця кількість таких жертв перевищує кількість постраждалих у результаті активного конфлікту (звіт УВКПЛ щодо ситуації з правами людини в Україні за період з 16 серпня по 15 листопада 2017). Згідно зі звітом Женевського міжнародного центру гуманітарного розмінування і Стокгольмського міжнародного інституту дослідження проблем миру (квітень 2017), Україна посіла перше місце у світі за кількістю жертв вибухів протитранспортних мін, випередивши Афганістан і Сирію.
На сьогодні Україна є однією з найзамінованіших країн світу. З початку російської агресії сукупна площа замінованих районів складає близько 7 тисяч квадратних кілометрів на підконтрольній території та близько 14 тисяч квадратних кілометрів на тимчасово окупованих територіях Донецької і Луганської областей та Автономної Республіки Крим.

### Вимушена міграція
Немає даних (АР Крим та м. Севастополь)
   < 0.50%
   0.50% - 1.00%
   1.10% - 3.00%
   3.10% - 12.00%
   12.10% - 35.15%

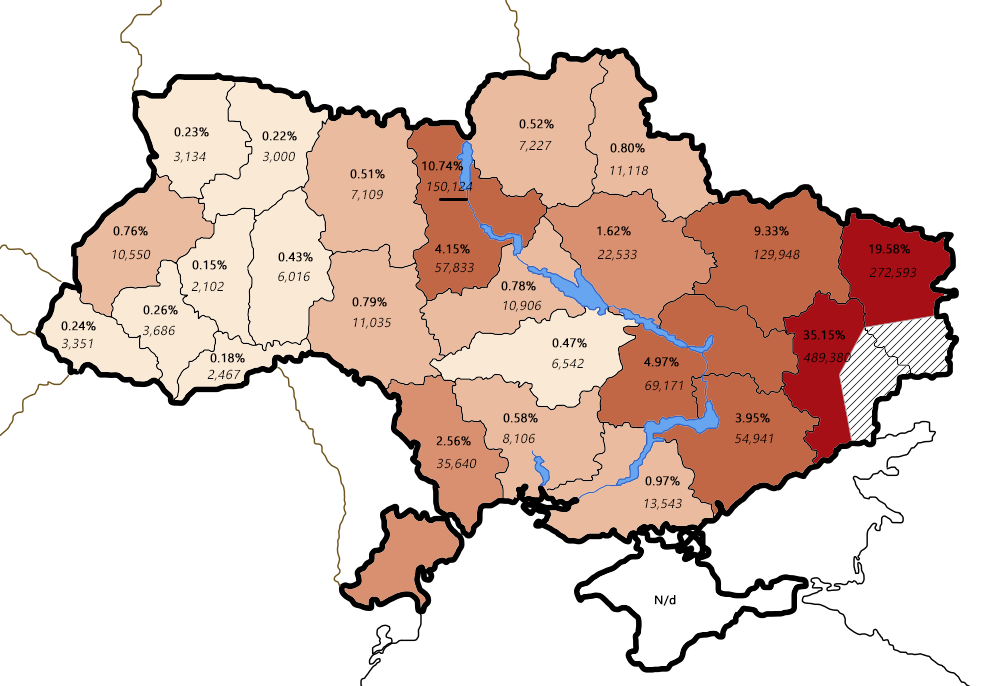
Густина внутрішньо переміщених осіб до місцевого населення по областях станом на липень 2019
Немає даних (АР Крим та м. Севастополь)
< 0.50%
0.50% - 1.00%
1.10% - 3.00%
3.10% - 12.00%
12.10% - 35.15%

Велика частина громадян, які проживали на сході України (найбільш урбанізованому і густонаселеному регіоні держави), з початком війни були вимушені тікати від неї. Враз вони залишилися без житла, роботи та засобів існування, люди масово втікали зі своїх домівок, закривалися їх бізнеси. Унаслідок цих подій в Україні утворився новий соціальний прошарок — внутрішньо переміщені особи.
На початок 2016 року з Донецької та Луганської областей виїхали понад 992 000 осіб. На жовтень таких було вже більше мільйона. Найбільше внутрішньо переміщених осіб розміщено у Луганській (290 600), Харківській (188 600), Донецькій (120 000) областях.
Влада України прийняла низку нормативно-правових актів, спрямованих на забезпечення гарантій прав переселенців. Зокрема, ведеться їх облік, гарантується захист від примусового внутрішнього переміщення або примусового повернення на покинуте місце проживання, діють гарячі лінії допомоги тощо. Створене Міністерство з питань тимчасово окупованих територій та внутрішньо переміщених осіб.
Проте, проблему забезпечення житлом переміщених осіб центральна влада фактично делегувала місцевим громадам, і в цьому аспекті переселенці зазнають істотних труднощів.
Вимушеним мігрантам в Україні допомагають численні громадські організації, міжнародні та іноземні: Управління Верховного комісара ООН у справах біженців, Норвезька рада у справах біженців (NRC), Данська рада у справах біженців (DRC), Всесвітня організація охорони здоров'я (ВООЗ) тощо, а також пересічні волонтери.
Програма розвитку ООН надала допомогу більше 30 000 переселенцям та людям у зоні конфлікту на сході країни.
Загалом, участь держави у вирішенні проблем переселенців найчастіше описується як «недостатня», особливо в інформаційній та житловій сферах. Існують проблеми і з доступом внутрішньо переміщених осіб до працевлаштування. ВПО є переважно міським населенням, де виділяються спеціалісти та представники промислових професій. Їх досвід роботи та навички наразі не користуються високим попитом, до того ж більшість пропозицій передбачають низький рівень оплати праці або мають тимчасовий характер. Зайнятість в аграрному секторі носить сезонний характер. Деякі роботодавці вважають, що ВПО проживають «тимчасово» і не схильні укладати з ними трудові договори.
УВКБ ООН піддає критиці «недостатньо прозору» процедуру припинення виплати українською владою соцдопомог і пенсій окремим категоріям мешканців сходу, а також обмеження у свободі переміщення. І все ж, за даними опитувань КМІС, 61 % внутрішньо переміщених осіб не відчувають упередженого ставлення до себе, а 48 % не мають наміру повертатися на колишнє місце проживання.
До Росії в цей же час, за різними оцінками, перебралися від 800 тисяч до мільйона жителів Донбасу. Згідно з журналістськими розслідуваннями, ці люди переважно незадоволені забезпеченими їм умовами та ставленням місцевого населення.

## Злочинність
Криміногенна ситуація на Донбасі різко погіршилася з початком війни. Злочинність широко поширена у Зоні українсько-російського протистояння, особливо на неконтрольованих владою України територіях.
Як зазначалося в Аналітичній доповіді до Щорічного Послання Президента України до Верховної Ради України «Про внутрішнє та зовнішнє становище України в 2015 році»,
|  | Дії озброєних осіб терористичних угруповань «ДНР» і «ЛНР» на сході України є зіставними з діями бойовиків «Ісламської держави» на території Сирії та Іраку. Їх діяльність за масштабами охоплення й методами нелюдських дій і вчинків викликає надзвичайне занепокоєння та є вкрай актуальною проблемою сучасності, і водночас викликом та реальною загрозою для безпеки всіх без винятку країн світу. Знущання, вбивства, катування є нецивілізованими, ганебними та злочинними явищами, які практикують обидва терористичні угруповання. |

Із середини квітня 2014 по 15 травня 2016 у зоні конфлікту на сході України Управління Верховного комісара ООН з прав людини зафіксувало 30 903 людські жертви з числа представників Збройних сил України, цивільного населення та членів озброєних груп. Із них 9 371 людей загинули, а 21 532 — отримали поранення. Унаслідок бойових дій загинуло майже 2 000 цивільних осіб, більшість із яких унаслідок невибіркових обстрілів населених районів артилерійськими системами.
У «терористичних республіках» десятки людей були страчені без належного суду, були вбиті або ж загинули внаслідок катувань та жорстокого поводження, перебуваючи під вартою. Сотні людей вважаються зниклими безвісти, причому достеменно невідомо, чи вони утримуються під вартою таємно, чи ж були вбиті.
Свавільне позбавлення волі набуло безпрецедентних масштабів на територіях, що контролюються озброєними групами; водночас, розмах мережі невизначених місць позбавлення волі досі лишається невідомим. Тисячі людей пройшли через такі місця, де вони утримувалися в нелюдських умовах і зазнавали катування і жорстокого поводження.
Істотну кількість тяжких злочинів у Зоні АТО вчиняють українські військові та члени різноманітних парамілітарних формувань. На думку авторитетного українського журналіста та громадського діяча Ю. Бутусова, причинами цього є «тривалі терміни перебування в зоні бойових дій без ротацій і відпусток; побутова невлаштованість, проблеми забезпечення й організації служби; відсутність відбору і низька укомплектованість особовим складом піхотних підрозділів на передовій».
УВКПЛ у доповіді 2016 року звернуло увагу на злочини, вчинені членами територіальних батальйонів, а окремо відзначило справу спеціальної добровольчої роти патрульної служби поліції особливого призначення «Торнадо», 13 службовців якої були звинувачені в катуванні та незаконному ув'язненні й викраденні людини. Станом на 15 травня 2016 року обвинувачення висунуто 11 службовцям роти. Також УВКПЛ відстежує кримінальні провадження, розпочаті проти службовців 24-го окремого штурмового батальйону «Айдар» за звинуваченнями в умисному вбивстві, незаконному викраденні або ув'язненні людини, бандитизмі, грабунку та незаконному заволодінні транспортним засобом. У рамках розслідування звинувачено п'ять службовців «Айдару».
Великою проблемою є те, що у зв'язку з проведенням АТО на мирній території України різко збільшилася кількість незареєстрованої зброї, яка незаконним шляхом потрапляє[⇨] із місць проведення бойових дій. Саме із цим пов'язують трикратне збільшення кількості злочинів з використанням вогнепальної зброї у Києві у 2015 році порівняно з попереднім роком.
Зброя з Донбасу потрапляє не тільки на західний напрямок, але й до Росії. Як виглядає, саме ця обставина спричинила стрибок злочинності в Ростовській області РФ у 2015 році.
До боротьби зі злочинністю в Зоні АТО залучені такі спеціалізовані правоохоронні органи України як Військова служба правопорядку, Військова прокуратура, Військова контррозвідка, Спеціальна поліція.

### Контрабанда
Оскільки по лінії розмежування не проходить митний кордон України, під спрощеним терміном контрабанда тут розуміється незаконне переміщення товарів через лінію розмежування.
Контрабанда називається чи не найбільшою невійськовою проблемою у зоні АТО — відколи у листопаді 2014 на непідконтрольні території заборонили ввозити українські товари.
Існує декілька поширених способів незаконного переміщення товарів через лінію розмежування. По-перше, коли місцеві жителі перевозять товари на своїх легкових автомобілях. По-друге, так званий перерваний транзит: вантажна машина прямує до офіційного КПП на кордоні з Росією, декларує напрямок на Казахстан, а перетнувши кордон, заїжджає на окуповані території з російської сторони.
Найвигідніше контрабандистам перевозити наркотики, алкоголь, сигарети, продукти харчування, ліки. Оглядачі погоджуються, що той розмах контрабанди, що спостерігається в Зоні АТО, був би неможливий без участі й активного пособництва українських силовиків. За свідченнями очевидців, вони навіть погрожували розстрілом тим правоохоронцям, які намагалися перервати їх злочинну діяльність.
Російське видання «Новая газета» опублікувало велике журналістське розслідування, з якого вбачається, що основними об'єктами контрабанди в Зоні АТО є вугілля, золото, бензин і тютюн. Основними вигодонабувачами називають лідерів угруповань «ЛНР» і «ДНР», українських бізнесменів і народних депутатів.
За даними розслідування Української правди, українські ТЕС, ймовірно, отримують вугілля з шахт, які знаходяться на неконтрольованій території, через фірми, наближені до проросійського політика Віктора Медведчука.
Для боротьби з контрабандою в Зоні АТО створені зведені мобільні групи, до складу яких увійшли співробітники СБУ, ДФС, МВС, ДПС України, військової служби правопорядку та представники волонтерських організацій.
Незадовільний рівень боротьби з контрабандою викликає постійний громадський осуд. У тому числі, на цьому були засновані дії громадських активістів, що з грудня 2016 року почали організовувати т. зв. блокаду ОРДЛО. З 15 березня 2017, після ухвалення рішення РНБО щодо припинення транспортного сполучення між Україною та ОРДЛО, блокадні заходи переведені на державний рівень. На обмеження торговельних зв'язків з окупантом, що проходять через лінію зіткнення або в її межах, спрямована і Постанова Кабміну від 1 березня 2017 року «Про затвердження Порядку переміщення товарів до району або з району проведення антитерористичної операції».

### Нелегальна торгівля з Росією
Коли російські війська окупували Донбас, на захопленій території опинились 115 зі 150 вугільних шахт України. Донбас багатий на мінеральні ресурси, особливо на високоякісне антрацитове вугілля. Як багаторазово повідомлялося в розслідуваннях, російські компанії почали експорт великої кількості вугілля та металу з окупованих територій в Росію.
Згідно з російськими митними деклараціями, російські компанії у співробітництві з ватажками «ДНР» та «ЛНР» перевезли 3,2 мільйона метричних тон вугілля з окупованих територій України в Росію з 2016 по 2019 роки. Деякі російські фірми, які завозили це вугілля, продавали його своїм споживачам у Росії та на міжнародних ринках. Управління контролю за іноземними активами США (OFAC) наклало низку санкцій на людей та компанії, що були залучені до цієї діяльності.
Використовуючи російські митні декларації про імпорт, дослідницька організація C4ADS визначила, що від січня 2016 року до травня 2019 року російські компанії імпортували вугілля з окупованої території України на 129 142 962 доларів США.
Ключові російські імпортери вугілля пов'язані з біглим українським олігархом Сергієм Курченком, який знаходиться під санкціями OFAC. Російські ЗМІ вказують, що компанії Курченка були єдиними, яким уряд Росії дозволив здійснювати цю діяльність з березня 2018 по листопад 2019 року. Одна з його компаній, «Газ Альянс», поставляє російське та донбаське вугілля для Гонконгу, Нідерландів, Великої Британії, Польщі, Туреччини та інших країн
.

## Боротьба за інформаційний простір

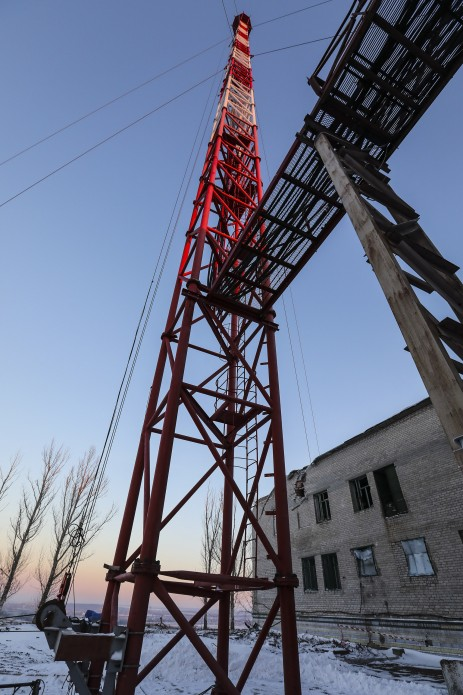
Відновлена вежа на горі Карачун

Від самого початку агресії проросійські сепаратисти захопили частоти українських телеканалів на окупованій території та віддали їх російським каналам. Місцеве населення відрізали від українського інформаційного продукту.
Після того, як у грудні 2016 на горі Карачун у Слов'янську відновили зруйновану бойовиками телевежу, стало можливим глушити в ОРДЛО та на підконтрольній території України російських мовників. Для цього РНБО була розроблена програма «Комплексна система інформаційної протидії», яка передбачає звичайну практику радіоелектронної боротьби: система приймачів визначає, на якій частоті працюють телевізійні канали, вмикає передавачі, що працюють на цій же частоті, генеруючи перешкоду у вигляді паразитного сигналу. Система, що запрацювала 19 квітня 2018 року, реалізується через відбудовану телевізійну вежу в місті Краматорськ, облаштовані на лінії розмежування 30 аналогових телевізійних та 32 радіо-FM-передавачі, запровадження цифрового телевізійного мовлення з РТС Волновахи та низку інших кроків. Тим не менш, «глушилки» не впливають на супутникові сигнали.
В ОРДЛО також працюють власні місцеві оператори мобільного та інтернет-зв'язку, що нелегально використовують обладнання, захоплене у відповідних українських операторів.
Уряд США через USAID підтримує зусилля української влади щодо поширення медіа-контенту на окуповані території, виділяючи кошти на телерадіомовне устаткування. Одночасно (вересень 2019) Міністерство культури, молоді та спорту анонсувало комплексну програму дій щодо інформаційного забезпечення населення на тимчасово окупованих територіях Донецької та Луганської областей і Криму. За словами міністра, окупанти ефективно глушать сигнал українського телебачення на відстані 50 км від лінії розмежування.

## Стан довкілля
З початком війни Донбас — великий промисловий регіон, в якому було розташовано близько 4 500 потенційно небезпечних промислових об'єктів — опинився на порозі екологічного лиха. Російська збройна агресія призвела до серйозних екологічних наслідків — це забруднення підземних вод, водойм, забруднення атмосферного повітря, виведення з ладу значних масивів ріллі, знищення і псування об'єктів природно-заповідного фонду, лісові пожежі та ін.

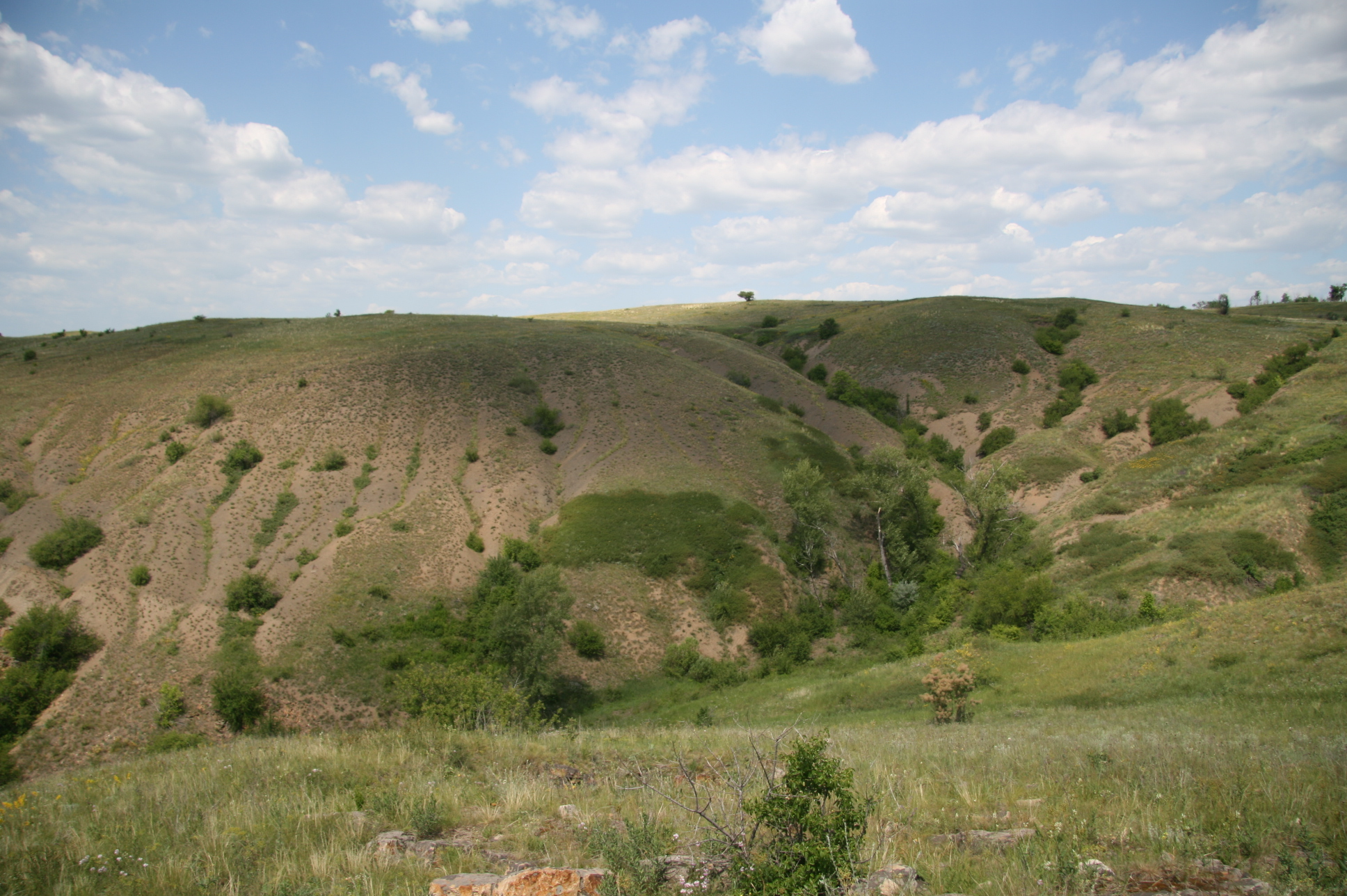
Ботанічний заказник «Волнухинський», що постраждав від війни

Під час боїв неодноразово пошкоджувалась інфраструктура, що призвело до зупинки систем водовідведення шахтних вод та у низці випадків — до повного затоплення шахт. Великої шкоди завдають пожежі, через розриви снарядів у землю потрапили небезпечні речовини.
Занедбані та покинуті шахти заповнюються водами з вмістом важких металів та інших токсичних речовин, що робить навколишні ґрунти непридатними для сільського господарства. Існує небезпека, що токсична вода потрапить до річок Кривий Торець і Сіверський Донець. Експерти кажуть, що найгірших наслідків для екології варто очікувати за 5-10 років (з 2021 року).
Деякі об'єкти природно-заповідного фонду пошкоджені обстрілом. На території інших зведено фортифікаційні споруди, у тому числі поза бойовими діями, наприклад, у національному парку Дворічанський, що знаходиться на кордоні з Росією в Харківській області, а також у філії Українського степового заповідника — Крейдяна флора.
Дослідження пожеж на природних територіях в зоні АТО провели у 2014 році фахівці Міжнародної благодйної організації «Екологія-Право-Людина». Пожежі, викликані обстрілом, охопили 17 % лісів і 24 % степів у зоні АТО. У 2014 р. у зоні АТО був зафіксований 2901 випадок пожеж на лісових і степових територіях, що в 14 разів більше, ніж поза зоною бойових дій.

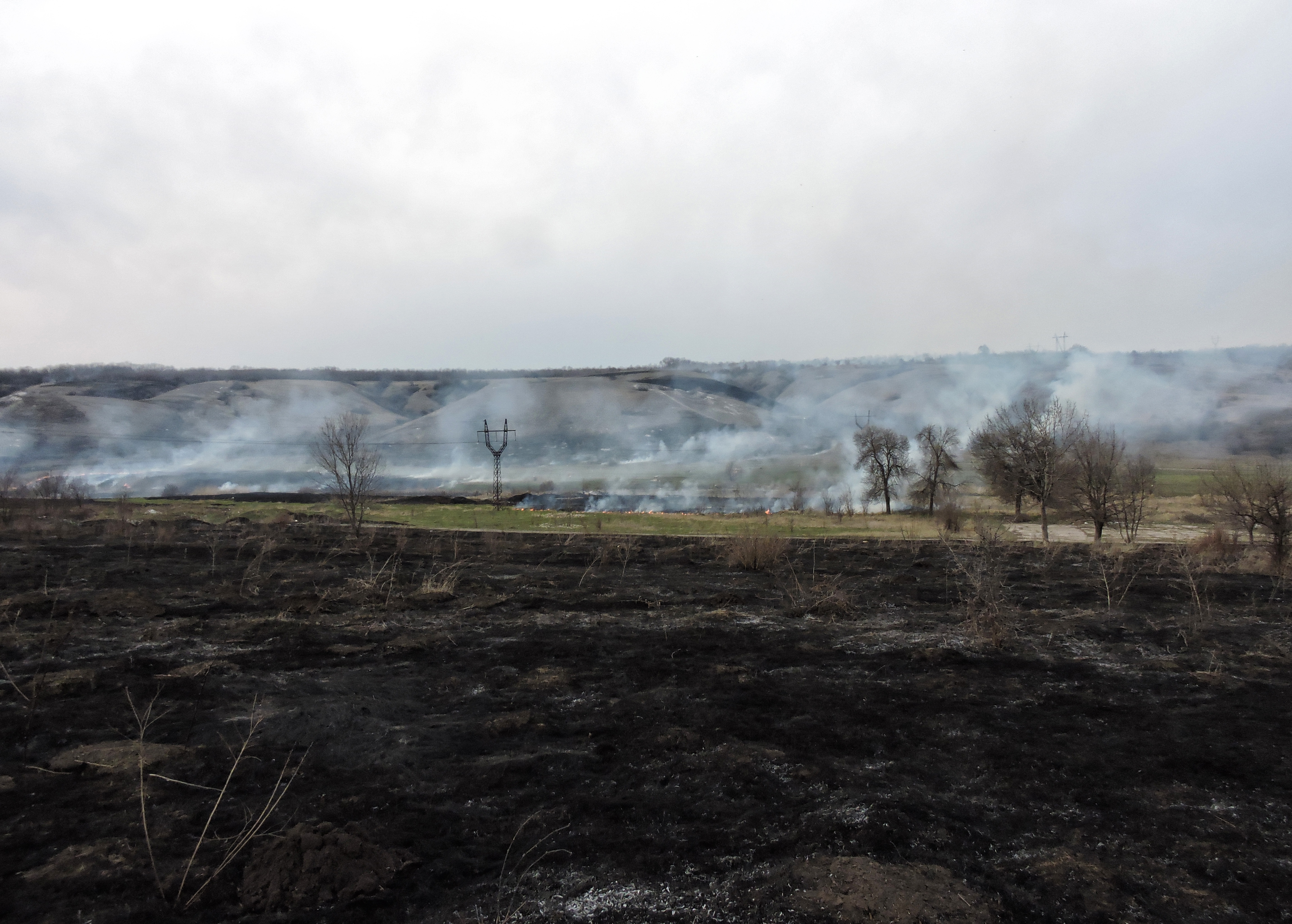
Підпал трави в ботанічній пам'ятці природи «Ступки-Голубовські» (Бахмутський район)

Під час боїв у результаті обстрілу виникали пожежі на хімічних підприємствах. Їх вплив на довкілля катастрофічний. Так, у результаті артилерійського обстрілу на Авдіївському коксохімічному заводі сталася пожежа і витік коксового газу з великим вмістом бензолу, толуолу, нафталіну, сірководню, меркаптану, синільної кислоти і аміаку. Тільки у Луганській області забрудненими водами затоплені близько 20 шахт, що веде до подальшого забруднення підземних вод. У районі боїв відбувається масове забруднення ґрунтів паливно-мастильними матеріалами, металевими осколками від снарядів і мін, а також збідненим ураном, який використовується для підвищення бронебійної здатності деяких боєприпасів. При подаванні води на окупованих бойовиками територіях нерідко не відбувається її дезинфекція активним хлором, що може стати причиною виникнення інфекцій.
З проведенням екологічного моніторингу на окупованих територіях склалася катастрофічна ситуація. Не працюють пости контролю якості поверхневих вод, пости контролю якості атмосферного повітря в Донецьку, Макіївці, Горловці, Єнакієвому, Луганську і Алчевську, паралізовано роботу Державних екологічних інспекцій, не контролюється радіаційний фон.
У 1979 році на території шахти «Юнком» (Юнокомунарівськ) радянська влада здійснила ядерний вибух. Після вибуху постійно відкачували воду з шахти, щоб запобігти потраплянню радіації у навколишнє середовище. Проте окупанти припинили відкачування, відтак радіація надходить у питну воду. Україна звернулася до Міжнародного агентства з атомної енергії щодо проведення моніторингової місії.
2017 року побачила світ монографія про проблеми довкілля зони АТО — «На межі виживання: знищення довкілля під час збройного конфлікту на сході України».

## У мистецтві
- Сурженко Маргарита. АТО. Історії зі сходу на захід. — Брустурів : Discursus, 2014. — 84 с. — ISBN 978-617-7236-15-2.
- Жадан Сергій. Інтернат. — Meridian Czernowitz, 2017. — 336 с. — ISBN 978-966-97679-0-5.
- Тамара Горіха Зерня. Доця. — К. : Білка, 2019. — 285 с. — ISBN 978-617-7792-09-2.
- Земля блакитна, ніби апельсин (документальний фільм Ірини Цілик, 2020).